# 辣妹與我的第一次
《辣妹與我的第一次》是由植野旋（植野メグル）繪畫的日本漫畫作品，於2015年11月26日開始連載於《月刊少年Ace》，後來改編成電視動畫於2017年播放。

## 作品概要
《辣妹與我的第一次》於2015年11月26日開始連載於《月刊少年Ace》。作品在連載前的標題為《第一次的辣妹怎麼樣呢？》（はじめてのギャルってどうですか?），但在公布連載消息前把標題縮至現在的模樣。2016年7月16日，植野旋宣佈與合作，推出引有《辣妹與我的第一次》的女主角八女由佳奈與的作品《怪女〜奇怪的女子高中生 甘栗千子〜》（変女〜変な女子高生 甘栗千子〜）的女主角甘栗千子插圖的襟章。
單行本第1卷於2016年5月26日發行，封皮標題為《從土下座開始的戀愛！？處男×辣妹的愛情喜劇！》。第1卷的銷售量很不錯，在發行後有多間書店在短時間內售罄，也因此角川在同年10月26日發行第2卷單行本時也再版第1卷。
2016年11月21日，角川集團宣佈《辣妹與我的第一次》電視動畫化的消息，並於隔年7月12日起於AT-X、東京都會電視台等電視台播放。

## 故事簡介
為了脫離童貞（DT）而煩惱的高中生羽柴純一聽從損友三人組半強迫建議「只要土下座拜託辣妹就能告別童貞」的迷信，於是抱著一絲希望找到了班裡的辣妹—八女由佳奈並向她跪下告白。沒想到居然大成功！？雖然順利地開始了交往，但面對儘管是碧池卻守備堅固的八女，非現充的羽柴過着被玩弄的每一天……距離告別童貞還很遠。究竟羽柴能否從「第一次」當中畢業！？兩人的校園戀愛物語就此開始。

## 登場人物
羽柴純一（聲：浅沼晋太郎）
生日：8月31日，星座：處女座，身高：170cm，體重：62kg，喜歡的食物：餃子
本作男主角。喜愛動畫的高二生。原本想著上了高中後便會有女朋友，但升上高二後仍然沒有，且只會跟其3位沒有魅力的朋友聊天。在開學當天聽從三人組其中之一「只要土下座拜託辣妹就能從處男畢業」的意見向班內的辣妹八女由佳奈跪下告白，雖然被她多番刁難但最後成功。
交往後因不擅長應付女性的關係多處於被動的狀態，還經常被3位損友誤導和被八女玩弄。後來在遊戲中心約會後與由佳奈接吻，動畫版中則是在晚上的遊樂園約會後與由佳奈接吻。其後從本城蘭子得知由佳奈的辣妹行徑是因為由佳奈向他請教而來，而認為由佳奈並非真心而與之吵架，但最後仍和好並有了進一步發展。
動畫版中為其腦內不同的性格啟用不同的配音員，一般情況和好色時為淺沼晉太郎、性格消極時為豊永利行、性格善良時為白石稔、帥哥純一為速水獎。
對由佳奈忠貞不二，對蘭子、寧音、結衣先後的逼誘與破壞也不會變心，因而讓由佳奈對其很放心。
八女由佳奈（聲：長久友紀）
生日：3月5日，星座：雙魚座，三圍：93(G)/58/86，身高：160cm，體重：52kg，喜歡的食物：菠蘿麵包
本作女主角。保健委員（但不善長包紮），與純一同班的金髮辣妹。在開學當天被純一「土下座式告白」後答應與其交往。
表面上看似腹黑且任性，但實質上有著少女的一面，這可從她在看小女孩向電影完全陶醉於其中可看出，且大多帶著小惡魔語氣的要求均是掩飾其害羞的性格，同時也很關心純一。後來在遊戲中心約會後與純一接吻，動畫版中則是在晚上的遊樂園約會後與純一接吻。
排斥被摸胸部，被摸後短時間內會有心理陰影。被純一摸過三次：第一次是被蘭子唆使去挑逗純一摸她胸部，純一覺得被玩弄一時賭氣而摸她胸，使意料之外的她當場變臉。第二次純一從本城蘭子得知其辣妹行徑是向蘭子請教而來，被純一認為並非真心而與之吵架，為了證明她對純一真心沒有玩弄他感情讓純一再摸一次，第二天上課把制服襯衫上面的扣子扣起來。第三次是一起旅行下榻慎平表姊的民宿，與蘭子、寧音跟結衣（網紅身分）誤食大量慎平堂姊（刻意）準備的含酒精巧克力，呈現酒醉狀態變吻魔，酒醒後要跑去洗澡，進澡堂時遇到正在洗澡的純一（其實是慎平堂姊刻意趁純一洗澡時在澡堂掛女性專用），原本想起寧音提醒她要主動點，主動要求跟純一做「超出友誼的事情」，但純一覺得在澡堂裡這樣做太危險而拒絕，使她覺得既丟臉又失望時，查覺到她心情的純一突然說互相擦背，因覺得在光亮的地方全身赤裸有點害羞，要求純一蒙眼幫她擦背，使得純一誤抓，但這次出自於自己主動，雖然覺得害羞但很開心，因此兩人的關係更進一步。
其辣妹行徑是因為不懂與男孩交往的方式而向蘭子請教而來，在與純一吵架時也坦承一切，也證明自己對純一真心沒有玩弄他感情,最後與純一和好並有了進一步發展。
因純一忘記約會三個月的紀念日而賭氣不理純一，加上結衣刻意破壞使得雙方關係產生誤解，使得純一陷入困惑，因為蘭子介入才使雙方重修舊好。
常常放學後帶純一去遊樂場、卡拉OK、吃甜食約會，但也顧及與體驗純一的興趣，像卡拉OK點兩人都會唱的動畫歌，看動畫電影、甚至一起去動畫節，對此感到新鮮有時很投入。
由於純一對自己忠貞不二，因此在他個別行動時很信任他。
本城蘭子（聲：喜多村英梨）
生日：7月8日，星座：巨蟹座，三圍：90(F)/59/87，身高：173cm，體重：60kg，喜歡的食物：雞胸肉
比由佳奈、純一大1歲的朋友，黑皮膚辣妹。經常向由佳奈提出戀愛的建議，身手不錯，足以撂倒兩個男人。
在由佳奈邀請純一到她家時與純一第一次見面，之後便分別在路上和學校內誘惑他，使純一與由佳奈的關係一度產生裂痕。
實事上對由佳奈有著超越友情的感情，在見到她與純一的關係日間升溫而醋海翻騰，打算用強硬的方式破壞，但被由佳奈阻止，她才坦言怕由佳奈被純一奪走。後來轉為幫助純一。
第一個察覺結衣雙面性格的人，從羽柴的朋友三人組那得知香椎結衣的秘密，所以是知道香椎結衣秘密的人之一。由佳奈因純一忘記約會三個月的紀念日而賭氣不理純一，加上結衣刻意破壞使得雙方關係產生誤解，使得純一陷入困惑，結衣在屋頂上強迫純一要當她的僕人時，及時出面阻止（小聲告知結衣她在直播上的名字做威脅）、修補了純一與由佳奈誤解的裂痕。
香椎結衣（聲：竹達彩奈）
生日：6月17日，星座：雙子座，三圍：75(C)/55/85，身高：165cm，體重：53kg，喜歡的食物：櫻桃
純一的同班同學兼班級委員。與辣妹完全相反的正派清純女生。喜歡純一。
黑長直髮型且成績優秀、才色兼備的美少女，是校內的紅人，被不少男學生當成清純女神；但實際上內心是很腹黑，且私下會扮裝成辣妹主持一個稱為「BOA channel」的直播頻道。
和純一自初中開始便同班， 表面是個會關心純一併接受他的商談的溫柔女生，私底下把純一當成她的1號僕人，並非常妒忌由佳奈和純一的情侶關係。
藤之木寧音（聲：小倉唯）
生日：4月5日，星座：白羊座，三圍：98(I)/58/88，身高：140cm，體重：41kg，喜歡的食物：蛋包飯
純一的青梅竹馬，高一生。有著傲人的胸圍(比由佳奈更大)，髮型原本是丸子頭，後來改為雙馬尾。將純一視作哥哥仰慕並喜歡著。
為了給純一驚喜而偷偷報考其所在的學校，本打算以這種青梅竹馬戲劇般的方式重逢，卻發現純一和身為辣妹的八女由佳奈走得十分靠近，認為哥哥可能被辣妹所欺騙玩弄。為了把哥哥奪回來，把自己的造型也打理成了辣妹風。動畫則是早已和純一是同校學生。
為了贏過由佳奈，手段有過激的傾向，甚至一度全裸來到純一房內要求其取走自己的第一次。行為遭到純一鄭重拒絕後，雖然當下顯得傷心沮喪，但之後振作起精神，並向由佳奈正式發出情敵宣言，造型一度回歸以往樸素風（動畫沒有改回原本的造型）。
羽柴的朋友三人組
與純一一樣升上高中後仍沒交到女朋友的損友三人組。在開學當天向純一提出建議，在純一告白成功後雖然忌妒純一的現充生活，但考慮到「說不定自己也有機會和辣妹交往」而改變了主意，仍會在各方面幫助純一。
坂本慎平（聲：豊永利行）
生日：5月27日，星座：雙子座，身高：174cm，體重：65kg，喜歡的食物：薄荷糖
特徵是眼鏡，是三人中最健談的。雖然是個處男，卻總是發表戀愛秘笈以及好像很了解女人心的發言，不過大多數是從可疑的雜誌和遊戲當中現學現賣的。得知純一交到女友後立刻冷淡地棄他而去，有着這種不夠朋友的一面。
在看完「BOA channel」的直播頻道後，對於這位辣妹主持人覺得有種熟悉感，所以去調查了一下，藉由辣妹主持人講話的口語，認出頻道裡的辣妹主持人就是香椎結衣本人，並且告訴了石田景吾和小早川稔兩人，所以是知道香椎結衣秘密的人之一。
石田景吾（聲：赤羽根健治）
生日：2月9日，星座：水瓶座，身高：172cm，體重：64kg，喜歡的食物：什錦燒
特徵是金髮，外表像是不良，三人當中看起來最像現充，不過終究還是處男。得知純一交到女友後立刻冷淡地棄他而去，有着這種不夠朋友的一面。
被坂本慎平告知了香椎結衣的秘密，所以是知道香椎結衣秘密的人之一。
小早川稔（聲：白石稔）
生日：10月19日，星座：天秤座，身高：179cm，體重：97kg，喜歡的食物：肉丸子
特徵是胖。與其他2人不同，對同齡的女生毫無興趣，只有小學生有興趣。簡單說就是個蘿莉控，讓純一擔心說不定他哪天就會被警察請去喝茶。得知純一交到女友後立刻冷淡地棄他而去，有着這種不夠朋友的一面。
被坂本慎平告知了香椎結衣的秘密，所以是知道香椎結衣秘密的人之一。
御手洗大（聲：鈴木達央）
動畫原創角色。動畫版中為八女由佳奈初中時的同學，眼中認為辣妹都很風騷和隨便，本來想打算要把由佳奈玩弄於股掌間。與死黨們在餐廳私聊時，純一等人也在同一家餐廳內，一群人私聊的話題是關於如何玩弄由佳奈，被純一等人聽到後，使得純一想親自與其理論，一群人就私下與純一出到餐廳外理論，其死黨們最後被受到純一的男子氣慨而感動的本城蘭子和純一的朋友三人組合力擊倒，之後展現貪生怕死的樣子假裝求饒，想要趁機一個人要開溜時，誤弄哭了一位小女生，導致了蘿莉控的小早川稔發怒了起來，最終被蘭子踹了一下致命要害處（下體）後再被發怒的稔修理了一頓。

## 出版書籍
漫畫單行本
| 集數 | 角川書店       | 角川書店                                                | 台灣角川       | 台灣角川               |
| 集數 | 發售日期       | ISBN                                                    | 發售日期       | ISBN                   |
| ---- | -------------- | ------------------------------------------------------- | -------------- | ---------------------- |
| 1    | 2016年5月26日  | ISBN 978-4-04-104265-6                                  | 2017年4月13日  | ISBN 978-986-473-635-5 |
| 2    | 2016年10月26日 | ISBN 978-4-04-105032-3                                  | 2017年6月21日  | ISBN 978-986-473-734-5 |
| 3    | 2017年3月25日  | ISBN 978-4-04-105455-0                                  | 2017年9月6日   | ISBN 978-986-473-874-8 |
| 4    | 2017年6月26日  | ISBN 978-4-04-105777-3                                  | 2018年1月17日  | ISBN 978-957-853-185-7 |
| 5    | 2017年12月26日 | ISBN 978-4-04-105776-6 ISBN 978-4-04-106019-3（限定版） | 2018年8月23日  | ISBN 978-957-564-372-0 |
| 6    | 2018年6月25日  | ISBN 978-4-04-105775-9                                  | 2020年3月19日  | ISBN 978-957-743-590-3 |
| 7    | 2018年10月26日 | ISBN 978-4-04-107472-5                                  | 2020年3月19日  | ISBN 978-957-743-591-0 |
| 8    | 2019年3月26日  | ISBN 978-4-04-107473-2                                  | 2020年3月19日  | ISBN 978-957-743-592-7 |
| 9    | 2019年9月25日  | ISBN 978-4-04-108584-4                                  | 2020年10月22日 | ISBN 978-986-524-005-9 |
| 10   | 2020年2月25日  | ISBN 978-4-04-108585-1                                  | 2020年10月22日 | ISBN 978-986-524-006-6 |
| 11   | 2020年7月21日  | ISBN 978-4-04-109738-0                                  |                |                        |
| 12   | 2021年1月26日  | ISBN 978-4-04-109739-7                                  |                |                        |
| 13   | 2021年7月26日  | ISBN 978-4-04-111583-1                                  |                |                        |
| 14   | 2022年1月26日  | ISBN 978-4-04-111585-5                                  |                |                        |
| 15   | 2022年7月26日  | ISBN 978-4-04-112719-3                                  |                |                        |
| 16   | 2023年2月24日  | ISBN 978-4-04-113368-2                                  |                |                        |
| 17   | 2023年8月25日  | ISBN 978-4-04-114024-6                                  |                |                        |
| 18   | 2024年3月26日  | ISBN 978-4-04-114764-1                                  |                |                        |
| 19   | 2024年9月25日  | ISBN 978-4-04-115524-0                                  |                |                        |
| 20   | 2025年4月25日  | ISBN 978-4-04-116230-9                                  |                |                        |

## 電視動畫
於2017年7月12日開始於AT-X等電視台播放，由NAZ負責動畫製作。2017年12月26日发售的漫画第5卷限定版另有收录1话OAD。

### 製作人員
- 原作：植野旋
- 監督、角色設計：古川博之
- 副監督：小川優樹
- 系列構成：百瀨祐一郎
- 動畫製作：NAZ
- 色彩設計：田中千春
- 道具設計：佐竹秀幸、西島圭祐
- 3D監督：武田雅由
- 編集：柳圭介
- 音響監督：大室正勝
- 音響效果：風間結花
- 音響制作：Glovision Inc.
- 音樂：小林康太
- 音樂制作：MAGES.
- 製作：「第一次辣妹」製作委員會

### 主題曲
片頭曲
作詞：桃井晴子，作曲：中山英二，編曲：岡本辰平、早川博隆、中山英二，主唱：Afilia Saga
片尾曲
作詞：尾藤琉星，作曲：志倉千代丸，編曲：悠木真一，主唱：

### 各話列表
| 話數   | 日文標題 | 中文標題           | 劇本       | 分鏡              | 演出                         | 作畫監督 | 片尾插畫                  |
| ------ | -------- | ------------------ | ---------- | ----------------- | ---------------------------- | --- | ------------------------- |
| 第1話  |          | 第一次的下跪       | 百瀨祐一郎 | 小川優樹          | 相浦和也                     | 寺尾憲治、瀧川和男 | 桂井よしあき              |
| 第2話  |          | 第一次的卡拉OK     | 百瀨祐一郎 | 久保田雄大        | 岩永大慈                     | 櫻井拓郎、羽野廣範 德田夢之介 | 此ノ木よしる              |
| 第3話  |          | 第一次的黑辣妹     | 高田誠     | 吉田英俊          | 五月女有作                   | 大熊貓、富永詠二 中村真悟、柳瀨讓二                                                                                                  | 小玉有起                  |
| 第4話  |          | 第一次的清純辣妹   | 久慈政宗   | 西野武志          | 山田卓                       | 代見裕美 | 珈琲貴族                  |
| 第5話  |          | 第一次的半調子辣妹 | 百瀨祐一郎 | 西森章            | 五月女有作 野田泰宏 栗山貴行 | 德田夢之介、服部憲知 柳瀨讓二、櫻井拓郎 小峰正賴                                                                                     | 中田由美（插畫） （彩色） |
| 第6話  |          | 第一次到八女同學家 | 百瀨祐一郎 | 中山正惠          | 五月女有作                   | 瀧川和男、櫻井拓郎 松岡秀明、吉田和香子 武智敏光                                                                                     |                           |
| 第7話  |          | 第一次的打工       | 高田誠     | 吉田英俊          | 小林孝志                     | 白川茉莉、松下純子 德田夢之介、竹內昭 睦田聰志、中村真吾                                                                             | Hisasi                    |
| 第8話  |          | 第一次的旅行       | 久慈政宗   | 瀧川和男          | 岩永大慈                     | 阿部弘樹、中澤勇一 中村真悟、睦田聰志 武智敏光、小峰正賴 山內則康、森悅史 吉田和香子、櫻井拓郎 服部一郎、赤尾良太郎 中熊太一、李周鉉 | （NOB-C）                 |
| 第9話  |          | 第一次的吵架       | 百瀨祐一郎 | 下田久人 三宅寬治 | 佐佐木達也 三宅寬治          | 代見裕美、佐藤義久 大橋圭 | 古川博之                  |
| 第10話 |          | 第一次的告白       | 百瀨祐一郎 | 吉田英俊          | 竹內崇                       | 谷口繁則、山中陽 武智敏光、西島圭祐 中山正惠、小峰正賴 服部憲治、睦田聰志 中村真悟                                                   | 植野旋                    |
| OVA    |          | 第一次的文化祭     |            |                   |                              | |                           |

### 播放電視台
日本深夜動畫：下文記載的日本国内播放時間使用日本標準時間（UTC+9）表示。因為部分時間标识會採用30小时制，因此請留意这类超过24:00的时间，其實際播放時間為翌日清晨。
| 播放日期                | 播放時間                         | 播放電視台     | 播放地區 | 備註                |
| ----------------------- | -------------------------------- | -------------- | -------- | ------------------- |
| 2017年7月12日 - 9月13日 | 星期三 23:00 - 23:30             | AT-X           | 日本全域 | CS數字廣播 / 有重播 |
| 2017年7月13日 - 9月14日 | 星期四 1:35 - 2:05（星期三深夜） | 東京都會電視台 | 東京都   |                     |
|                         | 星期四 2:00 - 2:30（星期三深夜） | SUN電視台      | 兵庫縣   |                     |
|                         | 星期四 2:20 - 2:50（星期三深夜） | 三重電視台     | 三重縣   |                     |
| 2017年7月14日 - 9月15日 | 星期五 1:30 - 2:00（星期四）     | 京都放送       | 京都府   |                     |
|                         | 星期五 1:45 - 2:45（星期四深夜） | 岐阜放送       | 岐阜縣   |                     |
| 2017年7月18日 - 9月19日 | 星期二 3:00 - 3:30（星期一深夜） | 日本BS放送     | 日本全域 | BS放送 / ANIME+節目 |

### BD與DVD
| 卷數 | 發售日期       | 收錄話數      | 規格編號  | 規格編號   |
| 卷數 | 發售日期       | 收錄話數      | BD限定版  | DVD限定版  |
| ---- | -------------- | ------------- | --------- | ---------- |
| 1    | 2017年9月27日  | 第1話、第2話  | KAXA-7561 | KABA-10561 |
| 2    | 2017年10月25日 | 第3話、第4話  | KAXA-7562 | KABA-10562 |
| 3    | 2017年11月29日 | 第5話、第6話  | KAXA-7563 | KABA-10563 |
| 4    | 2017年12月22日 | 第7話、第8話  | KAXA-7564 | KABA-10564 |
| 5    | 2018年1月24日  | 第9話、第10話 | KAXA-7565 | KABA-10565 |

## 外部連結
- 月刊少年Ace官方網站 （页面存档备份，存于）（日語）
- 電視動畫《辣妹與我的第一次》官方網站 （页面存档备份，存于）（日語）
- 電視動畫《辣妹與我的第一次》官方的X（前Twitter）（日語）